# Župa (région)
Pour les articles homonymes, voir Župa.

La Župa (en serbe cyrillique : Жупа) est une région située au sud de la Serbie.

## Géographie
La Župa est située au centre-sud de la Serbie, sur les derniers contreforts des Alpes dinariques (monts Goč, Željin et Kopaonik). Elle est composée de deux grands espaces géographiques. La basse Župa (Donja Župa) comprend une zone de faible altitude, entre 205 et 700 m) ; c'est une zone de collines qui abrite un important ensemble culturel et historique. La Župa montagneuse représente 70 % du territoire.

## Localités
Les localités les plus importantes de la région de la Župa sont Aleksandrovac et Gornje Rataje.